# Качалов, Потап Гаврилович
Потап Гаврилович Качалов (1709—1767) — русский кораблестроитель XVIII века, корабельный мастер,  главный кораблестроитель и капитан над Архангельским портом, главный кораблестроитель Кронштадтского порта, построил более 30 линейных парусных кораблей и фрегатов, сарваер, обер-интендант.

## Биография

### Ранние годы
Потап Гаврилович Качалов родился 1 декабря 1709 года в Санкт-Петербурге в семье флотского обер-офицера. В 1723 году был определён на службу в Санкт-Петербургское Адмиралтейство, где работал под руководством корабельного мастера капитан-командора Ричарда Козенца. Принимал участие в составлении чертежей проектов кораблей и их строительстве на корабельных вервях. По эскизам Петра I создал чертёж 100-пушечного линейного корабля, который с целью введения единообразия и достижения хороших мореходных качеств кораблей был утверждён царём в качестве образца. В 1726 году произведён в корабельные ученики.

### Служба на Соломбальской верфи
В январе 1733 года, в связи с решением о возрождении кораблестроения на Соломбальской верфи, в Архангельский порт направили рабочую команду из 150 опытных плотников и мастеровых. Главным кораблестроителем верфи был назначен Ричард Козенц, а его помощниками — корабельный подмастерье Василий Батаков и корабельный ученик 1-й статьи Потап Качалов.
1 сентября 1736 года на Соломбальской верфи П. Г. Качалов самостоятельно заложил 32-пушечный фрегат «Воин», который был спущен на воду 24 мая 1737 года и после достройки вошел в состав Балтийского флота. В 1738 году был произведён в звание корабельного подмастерья ранга сухопутного поручика.
10 июля 1739 года П. Качалов приступил к строительству по собственному проекту 54-пушечного линейного корабля 4 ранга «Святой Исакий», который был спущен на воду 18 мая 1740 года и вошёл в состав Балтийского флота. 5 августа 1741 года П. Г. Качалов заложил 66-пушечный линейный корабль «Полтава». 15 мая 1743 года корабль был спущен на воду, а в июне — августе 1744 года перешёл из Архангельска в Кронштадт. Осенью 1742 года Потап Качалов состоял в комиссии по инспектированию состояния корпуса фрегата «Вахмейстер», который попал в сильный шторм и прибыл в Архангельск для ремонта. 30 сентября 1745 года строитель П. Качалов в Архангельске заложил 32-пушечный фрегат «Селафаил», который был построен и спущен на воду 21 мая 1746 года.
В 1745—1749 годах П. Г. Качалов на Соломбальской верфи в Архангельске достраивал после смерти корабельного мастера В. И. Батакова 66-пушечный линейный корабль «Святой Сергий» (спущен на воду 26 августа 1747 года) и строил, однотипный предыдущему, линейный корабль «Архангел Гавриил» (спущен на воду 13 июня 1749 года). Корабли П. Г. Качалова получили высокую оценку Адмиралтейств-коллегии, чертежи этих кораблей были разосланы на другие судоверфи в качестве образца для других корабелов. 27 августа 1747 года Потап Гаврилович был произведён в корабельные мастера майорского ранга, стал главным кораблестроителем и капитаном над Архангельским портом. Его заслугами была расширена Соломбальская верфь, построен крытый эллинг. За период службы на Соломбальской верфи П. Качалов лично построил более двадцати судов: пять линейных кораблей, два фрегата, 10 военных транспортов и других судов.

### Служба в Санкт-Петербургском Адмиралтействе
В конце 1740-х годов между кораблестроителем П. Г. Качаловым и командиром Архангельского порта капитан-командором Иваном Черевиным произошёл конфликт, который разбирался Адмиралтейств-коллегией. После разбирательства Качалов попал в опалу и был переведён на Олонецкую верфь, где в 1753 году приступил к строительству 36-пушечного прама «Дикий бык», который спустил на воду в 1754 году.
После окончания опалы Качалов был переведён в Санкт-Петербургское Адмиралтейство, где 20 августа 1756 года заложил 80-пушечный корабль «Святой Климентий Папа Римский» и 20 октября 1758 года спустил его на воду. В 1759 года корабельный мастер был пожалован рангом подполковника.
В 1759—1761 годах Качалов вместе с корабельным мастером Гаврилой Окуневым по поручению Адмиралтейств-коллегии участвовал в проектировании 100-пушечных линейных кораблей. 30 июля 1762 года в Санкт-Петербургском адмиралтействе Качалов заложил 66-пушечный корабль «Святой Иануарий». 20 августа 1763 года при спуске корабля на воду корабль П. Г. Качалов был произведён в корабельные мастера полковничьего ранга, а 22 сентября пожалован в сарваеры. Являлся главным кораблестроителем Кронштадтского порта и ведал ремонтом кораблей Балтийского флота.
В 1763—1764 годах корабельный мастер П. Г. Качалов строил яхты для членов императорской семьи и придворной знати: в 1763 году — 12-пушечную яхту «Алексей» для фаворита императрицы Екатерины II графа Г. Г. Орлова, в 1764 году две однотипные 20-пушечные яхты: «Счастье» для наследника Цесаревича Павла Петровича и «Вторая Екатерина» для императрицы Екатерины II. 13 ноября 1763 года Качалов заложил в Санкт-Петербургском адмиралтействе 66-ти пушечный корабль «Три Святителя: Петр, Алексей, Иона», который был спущен на воду 13 июня 1766 года. Корабль участвовал в Русско-турецкой войне 1768—1774 годов.
8 февраля 1766 года П. Г. Качалов был произведён в обер-интенданты бригадирского чина.
Умер Потап Гаврилович Качалов 25 января 1767 года от кровоизлияния в мозг при осмотре стапеля Главного адмиралтейства.